# Pardosa tasevi
Pardosa tasevi là một loài nhện trong họ Lycosidae.
Loài này thuộc chi Pardosa. Pardosa tasevi được Jan Buchar miêu tả năm 1968.